# 高埜利彦
高埜 利彦（たかの としひこ、 1947年6月30日 -  ）は、日本の歴史学者。東京都出身。学習院大学名誉教授。専門は日本近世史。

## 経歴
東京大学文学部卒業。1974年東京大学史料編纂所助手、1981年学習院大学文学部史学科に着任。同大学文学部史学科長や文学部学部長を歴任し、2010年より同大学附属総合図書館の館長に就任。2015年『近世の朝廷と宗教』で角川源義賞受賞。2018年4月学習院大学名誉教授。2004年に設立された日本アーカイブズ学会の初代会長を務めた。
研究テーマは近世の幕府と朝廷の関係、相撲史、神社と神職。

## 著書

### 単著
- 『近世日本の国家権力と宗教』（東京大学出版会、1989年／法蔵館文庫、2025年1月）
- 『元禄・享保の時代 日本の歴史 13』（集英社、1992年）
- 『江戸幕府と朝廷』（日本史リブレット 山川出版社、2001年）
- 『近世の朝廷と宗教』（吉川弘文館、2014年）
- 『天下泰平の時代　シリーズ 日本近世史3』(岩波新書、2015年）
- 『江戸時代の神社』(日本史リブレット 山川出版社、2019年）
- 『相撲　日本の伝統文化4』（山川出版社、2022年）

### 編著
- 『中近世の宗教と国家』今谷明との共編著（岩田書院、1998年）
- 『詳説日本史研究』五味文彦・鳥海靖共編　山川出版社 1998
- 『民間に生きる宗教者』（吉川弘文館、2000年）
- 『元禄の社会と文化』（日本の時代史）（吉川弘文館、2003年）
- 『新体系日本史1　国家史』（山川出版社、2006年）佐藤信・五味文彦・宮地正人との共編著
- 『朝廷をとりまく人びと』（身分的周縁と近世社会）（吉川弘文館、2007年）
- 『近世の宗教と社会』吉川弘文館 2008年
  - 1 地域のひろがりと宗教 青柳周一,西田かほる共編
  - 2 国家権力と宗教 井上智勝共編
  - 3 民衆の〈知〉と宗教 澤博勝共編
- 『年中行事大辞典』加藤友康,長沢利明,山田邦明共編 吉川弘文館 2009年
- 『新大系日本史12　宗教社会史』安田次郎共編　吉川弘文館、2012年
- 『シリーズ日本人と宗教』島薗進, 林淳, 若尾政希共編、春秋社、2014-15年
  - 1 将軍と天皇
  - 2 神・儒・仏の時代
  - 3 生と死
  - 4 勧進・参詣・祝祭　
  - 5 書物・メディアと社会
  - 6 他者と境界
- 『近世史研究とアーカイブズ学』青史出版、2018年
- 『近世史講義　女性の力を問いなおす』ちくま新書、2019年